# Гаупт, Василий Васильевич
Василий Васильевич Гаупт (ок. 1820 — после 1871) — действительный статский советник, председатель Енисейского губернского правления.
Окончил действительным студентом 1-е отделение (историко-филологическое) философского факультета Московского университета. В службу вступил в 1843 году. В 1846 году назначен младшим помощником правителя канцелярии начальника Тульской губернии Н. Н. Муравьёва, который позже получил приставку Амурского. Назначенный в Восточную Сибирь, Муравьёв взял с собой и Гаупта: в ноябре 1847 года он был зачислен в штат Главного управления Восточной Сибири, в чине коллежского секретаря 8 ноября 1848 года он был назначен чиновником особых поручений Иркутского общего губернского управления, а затем, 3 марта 1852 года, уже в чине титулярного советника —  чиновником особых поручений Главного управления Восточной Сибири, а ещё через полгода получил очередной чин коллежского асессора.
В 1855 году по выслуге Гапт был произведён в надворные советники и, наконец, 1 (13) января 1857 года за отличие был произведён в коллежские советники, — с одновременным официальным назначением членом Совета Главного управления, управляющим его 5-м отделением. Тут же он был переведён на службу в министерство Государственных имуществ, но осенью этого же года, возвращён обратно в Сибирь — будучи членом Совета, иногда он временно вступал, в случае необходимости, в управление то 1-м, то 4-м отделением.
В чине статского советника 1 (13) декабря 1862 года был назначен председателем губернского правления Енисейской губернии. Был одним из инициаторов открытия Красноярской классической гимназии.
Участвовал в экспедициях, с 1852 года являлся членом-сотрудником Сибирского отделения Императорского географического общества.
В чин действительного статского советника был произведён 31 декабря 1865 (12 января 1866) года. Его род был внесён в III часть родословной книги дворянства Московской губернии. В 1863 году был награждён орденом Св. Анны 2-й степени. В 1866 году он оставил службу и поселился в Калужской губернии.
Был женат на Надежде Ивановне Подольской. Их дети: Елизавета (1848—?), Надежда (1853—?), Вера (1854—1912), Владимир (1856—?), Любовь (1858—?), Георгий (1860—?), Евгений (1866—?).